# Formigny-la-Bataille
Formigny-la-Bataille – gmina we Francji, w regionie Normandia, w departamencie Calvados. W 2013 roku liczba ludności wynosiła 715 mieszkańców. 
Gmina została utworzona 1 stycznia 2017 roku z połączenia czterech ówczesnych gmin: Aignerville, Écrammeville, Formigny oraz Louvières. Siedzibą gminy została miejscowość Formigny.